# Георгиевская (Лодейнопольский район)
Георгиевская — деревня в Доможировском сельском поселении Лодейнопольского района Ленинградской области.

## История
На карте Санкт-Петербургской губернии Ф. Ф. Шуберта 1834 года упоминается деревня Егорьевская.

ЕГОРЬЕВСКАЯ — деревня принадлежит Казённому ведомству, число жителей по ревизии: 44 м. п., 47 ж. п.. (1838 год)

ЕГОРЬЕВСКАЯ — деревня Ведомства государственного имущества, по просёлочной дороге, число дворов — 9, число душ — 37 м. п. (1856 год)

ЕГОРЬЕВСКАЯ — деревня казённая при реке Малой Ояте, число дворов — 9, число жителей: 27 м. п., 36 ж. п. (1862 год)

Согласно военно-топографической карте Санкт-Петербургской и Новгородской губерний 1863 года деревня называлась Егорьевская.
В конце XIX — начале XX века деревня административно относилась к Доможировской волости 3-го стана Новоладожского уезда Санкт-Петербургской губернии.
По данным «Памятной книжки Санкт-Петербургской губернии» за 1905 год деревня называлась Георгиевская. Вместе с деревнями Андрусово, Горка, Завьяловщина, Кирьяновщина, Комбаковщина, Фроловщина, Чалых и Шестниковщина она образовывала Георгиевское сельское общество.
Согласно карте Ленинградской области Северо-западного аэрогеодезического треста ГГУ издания 1932 года деревня называлась Георгиевский Куст и насчитывала 18 крестьянских дворов.
По данным 1933 года деревня Георгиевская входила в состав Доможировского сельсовета Пашского района.

Деревня Георгиевская на карте РККА 1940 года

На карте РККА 1940 года деревня Георгиевская обозначена как безымянный населённый пункт к западу от деревни Доможирово.
На 1 января 1950 года в деревне Георгиевская числилось 7 хозяйств и 23 жителя.
По данным 1966 и 1973 годов деревня Георгиевская также входила в состав Доможировского сельсовета Волховского района.
По данным 1990 годов деревня Георгиевская также входила в состав Доможировского сельсовета Лодейнопольского района.
В 1997 году в деревне Георгиевская Доможировской волости проживали 4 человека, в 2002 году — 3 человека (все русские).
С 1 января 2006 года в составе Вахновакарского сельского поселения.
В 2007 году в деревне Георгиевская Вахновокарского СП — также 4, а в 2010 году — 2 человека.
С 2012 года в составе Доможировского сельского поселения.
В 2014 году в деревне Георгиевская Доможировского СП проживали 3 человека.

## География
Деревня расположена в западной части района к северу от федеральной автодороги Р21 (E 105) «Кола» (Санкт-Петербург — Петрозаводск — Мурманск).
Расстояние до административного центра поселения — 2,5 км.
Расстояние до ближайшей железнодорожной станции Оять-Волховстроевский — 7 км.
Деревня находится на левом берегу реки Кислая Оять.

## Демография
| 1838 | 1862 | 1950 | 1997 | 2007 | 2010 | 2014 |
| ---- | ---- | ---- | ---- | ---- | ---- | ---- |
| 91   | ↘63  | ↘23  | ↘4   | →4   | ↘2   | ↗3   |
| 2017 |      |      |      |      |      |      |
| →3   |      |      |      |      |      |      |

### Национальный состав
Согласно данным Всероссийской переписи населения 2021 года в деревне проживали 2 человека, все русские.

## Инфраструктура
По данным администрации Доможировского сельского поселения:
- на 2014 год в деревне было зарегистрировано 2 домохозяйства[19].
- на 1 января 2021 года в деревне было зарегистрировано 2 домохозяйства и 3 жителя[25].